# Madanaghatta, Gubbi
Madanaghatta là một làng thuộc tehsil Gubbi, huyện Tumkur, bang Karnataka, Ấn Độ.